# Надь-Балог, Янош
Янош Надь-Балог (2 августа 1874—22 ноября 1919) — венгерский художник и график.

## Биография
Родился в семье рабочего. Рано остался без отца, его мать, чтобы содержать семью, работала прачкой, поэтому бо́льшую часть своей юности он провёл в нищете. Окончил ремесленное училище, получил профессию маляра, позже 2 года учился в Школе индустриального рисунка. В 1898—1899 годах посещал вечерний курс художественной Школы дизайна.
По совету преподавателей Надь продолжил обучаться живописи. В течение полугода в 1899 г. учился в Мюнхенской академии художеств в мастерской художника Людвига Хертериха, однако отсутствие денег помешало ему посещать дневные занятия, поэтому он вернулся в Венгрию, работал маляром, писал картины только когда появлялось свободное время.
В 1915 году он был призван в австро-венгерскую армию и сразу же был отправлен на фронт Первой мировой войны. После серьёзного ранения его правую руку парализовало, и художник продолжал рисовать только левой рукой.
Его первые работы показывают влияние мюнхенской школы жанровой живописи и символизма арт-нуво начала XX века, но позже художник все же развил свой собственный стиль, основанный на драматической выразительности и трогательной простоте и искренности. Писал натюрморты, автопортреты и портреты своей матери, занимающейся домашними делами, виды своего бедного жилища. Затем, возможно, под влиянием Жана-Франсуа Милле, Надь решил сосредоточиться на изображении рабочих, которых он так хорошо знал с юности. В течение многих лет он по-прежнему неохотно показывал свои работы публике. Небольшие заработки он, в основном, тратил на покупку необходимого для занятий живописью. В конце концов, Надь стал легко узнаваемым местным «персонажем» по очень старой, мятой шляпе, которую он всегда носил.
Картины Надя, выполненные до 1908 и после 1915 года отличаются и по колориту, и по темам, и по манере письма. К сожалению, после ранения художник написал совсем немного картин. Его темы ограничены, но изменения в палитре и почерке демонстрируют развитие творческого потенциала.